# هافانا القديمة

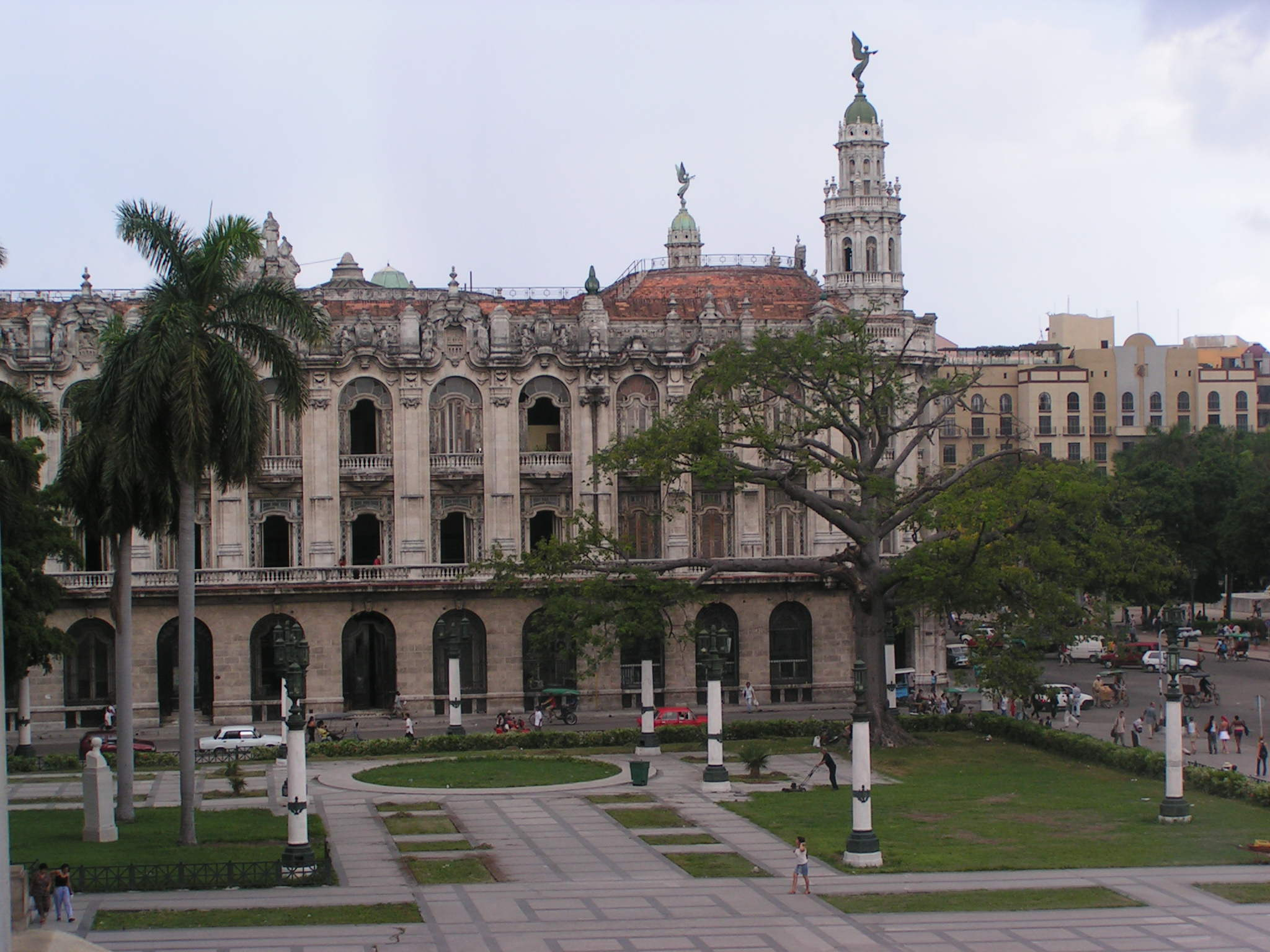
منظر من هافانا القديمة

تُنطق بالإسبانية (لا هابانا فايجي) (La Habana Vieja) تتضمن المنطقةَ الرئيسيةَ مِنْ المدينةِ الأصليةِ لهافانا. إنّ مواقعَ جدران مدينةِ هافانا هي الحدود الحديثة لهافانا القديمة.
هافانا القديمة موقع تراثِي لمنظمة الأمم المتحدة للعلوم والتربية والثقافةِ العالميِة واسمِ هافانا القديمة يُشير أيضاً إلى أحد بلدياتِ مدينةِ هافانا، كوبا، بالحدودِ الأخيرةِ الممتدة إلى الجنوبِ والغربِ ما بعد المدينةِ الأصليةِ.

## توأمة
لهافانا القديمة اتفاقيات توأمة مع كل من:
- غواناخواتو (1999 - )
- تبيك
- كاستيلديفيلس
- قرطبة
- سان كريستوبال دي لا لاغونا
- توريلافيجا
- Viveiro [الإنجليزية]‏

## معرض الصور

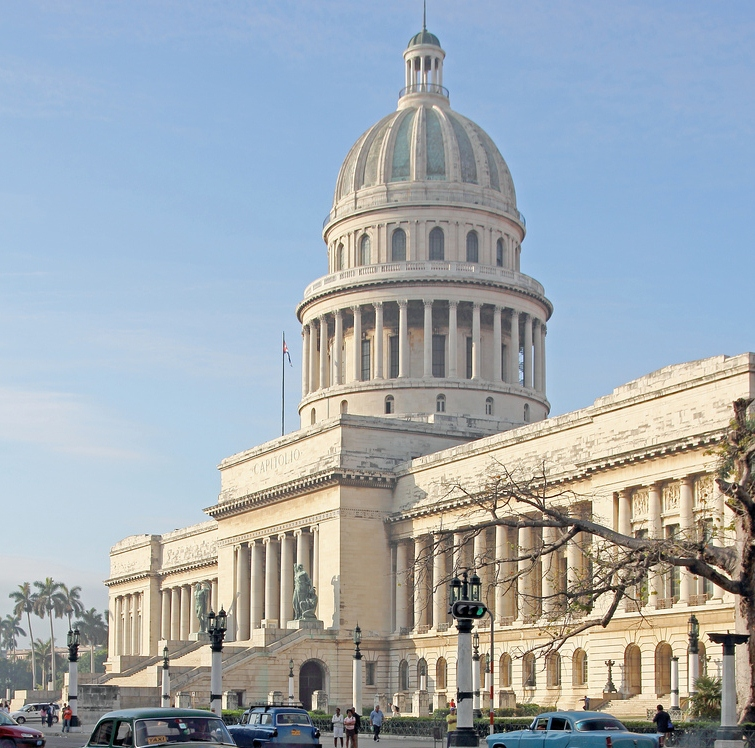
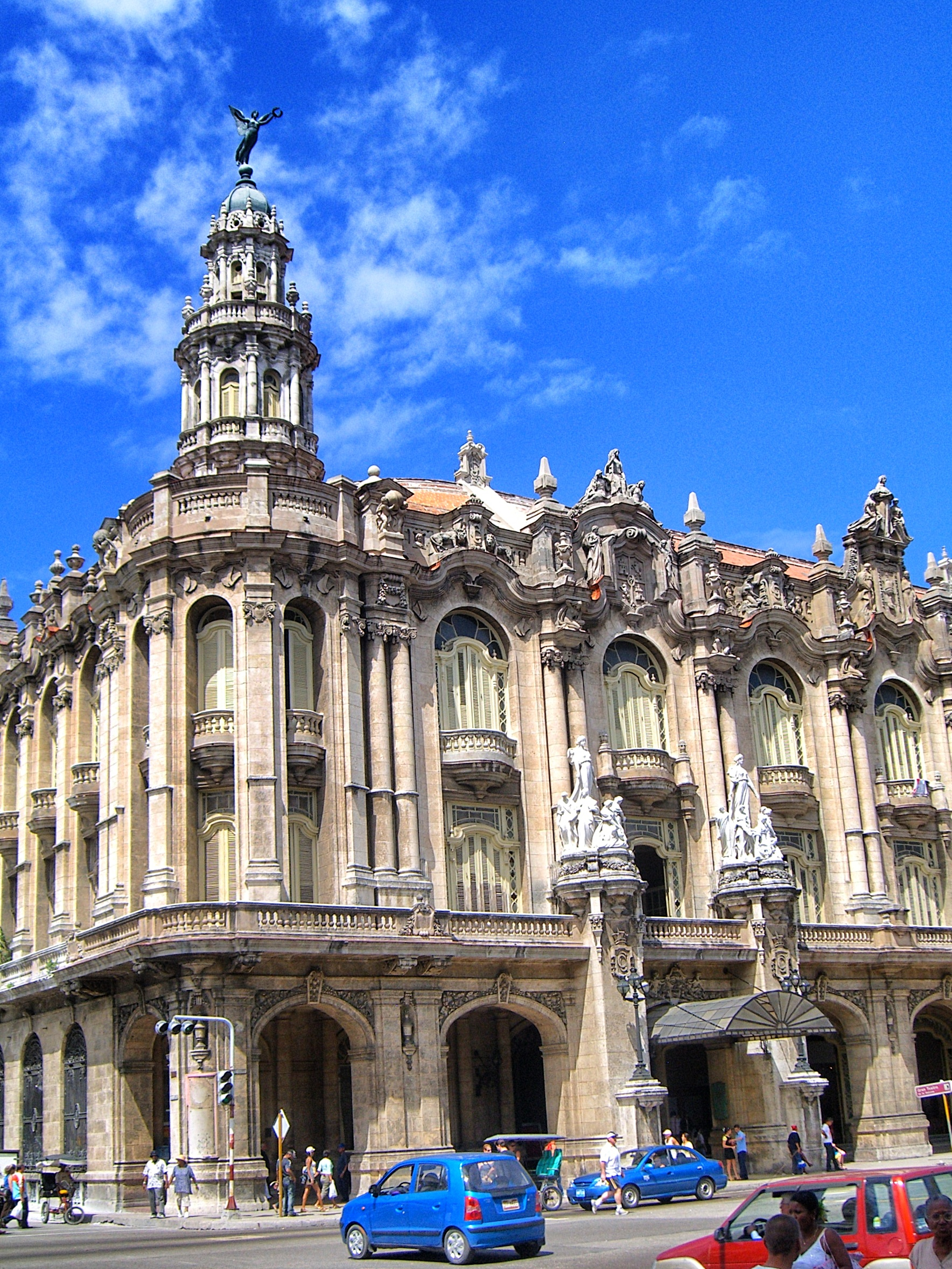
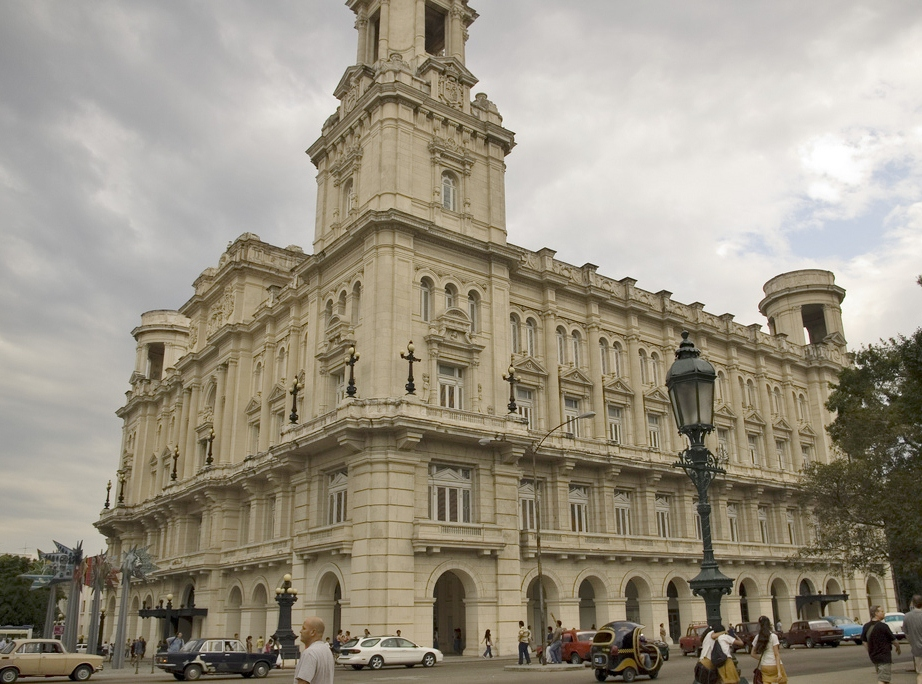
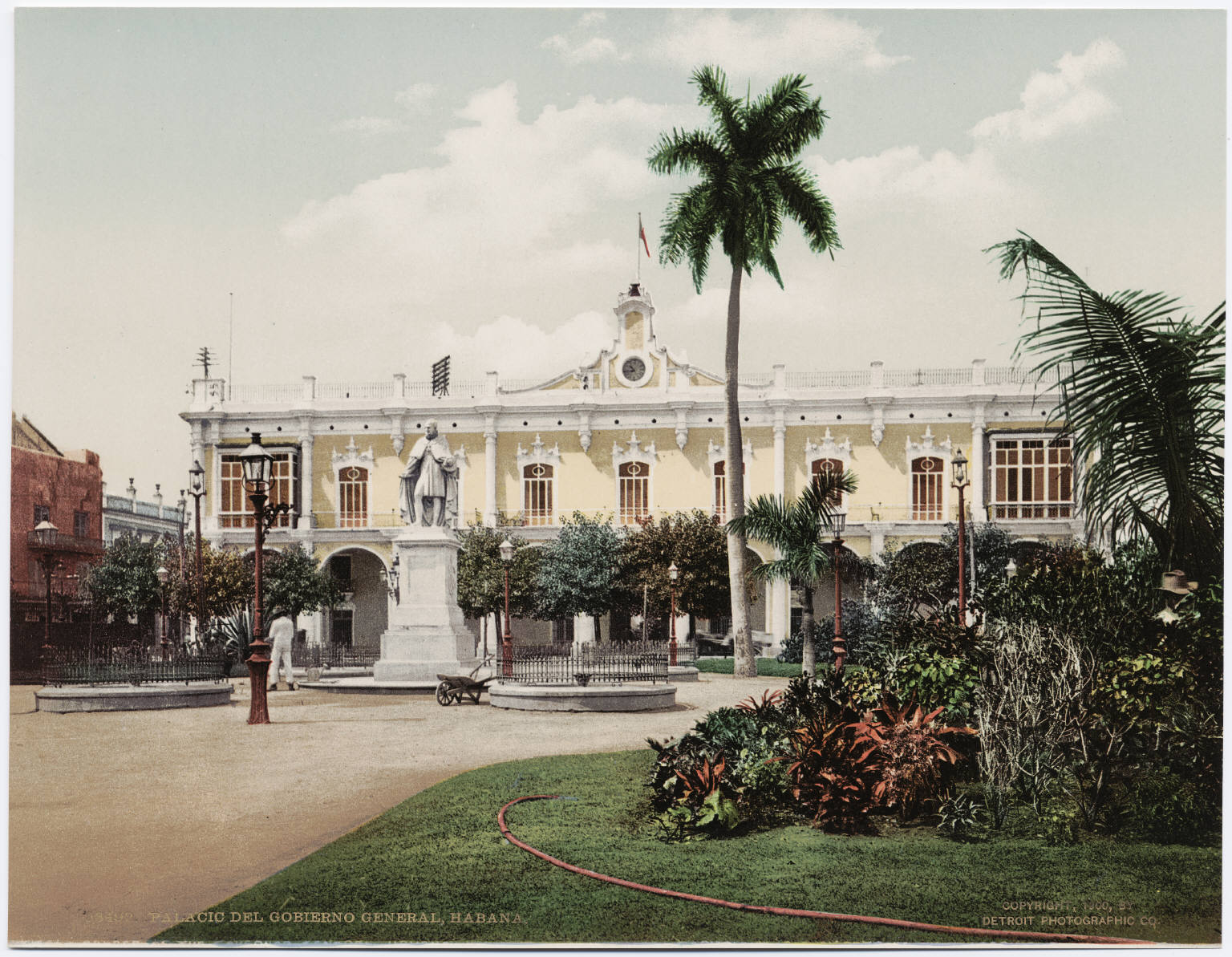
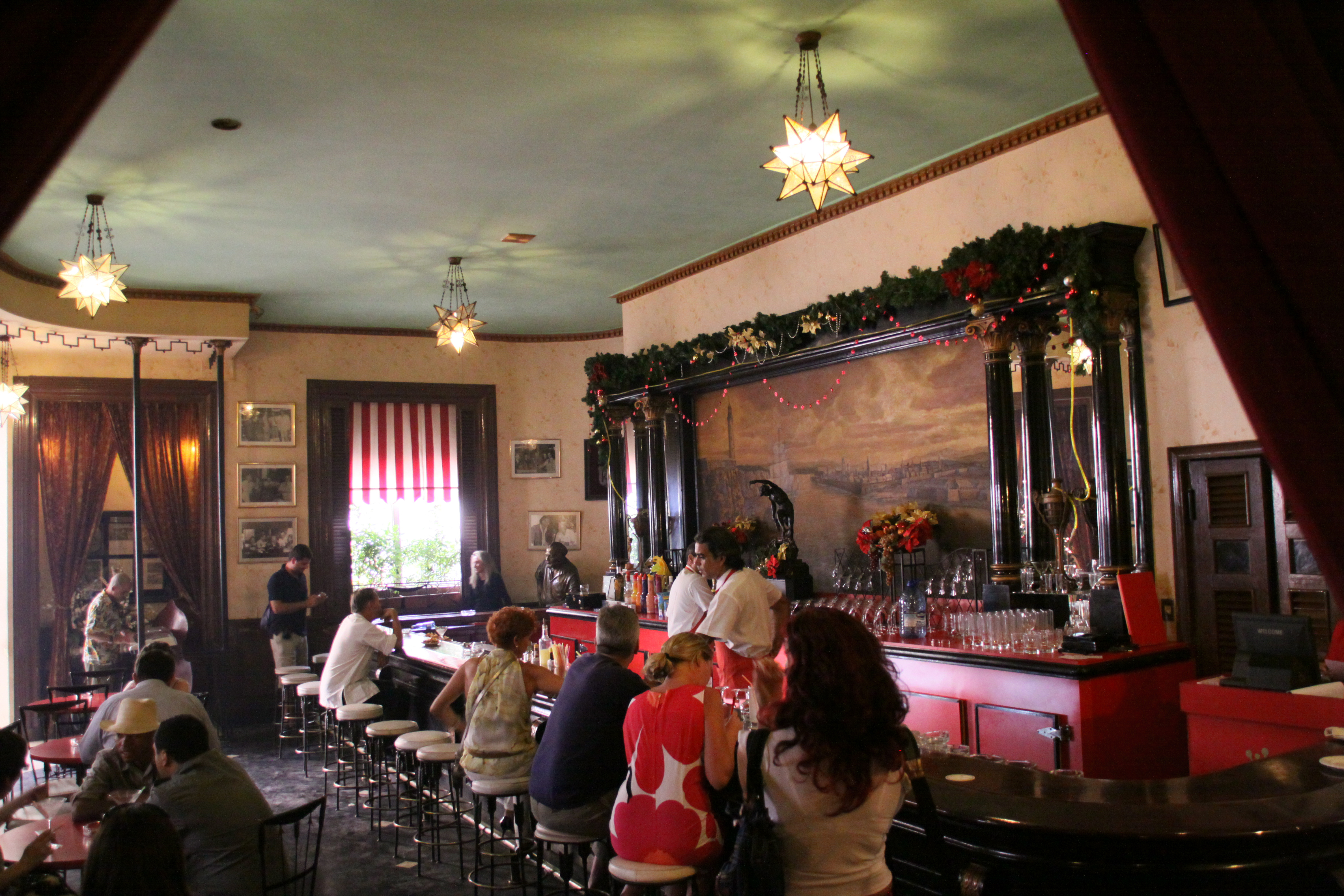
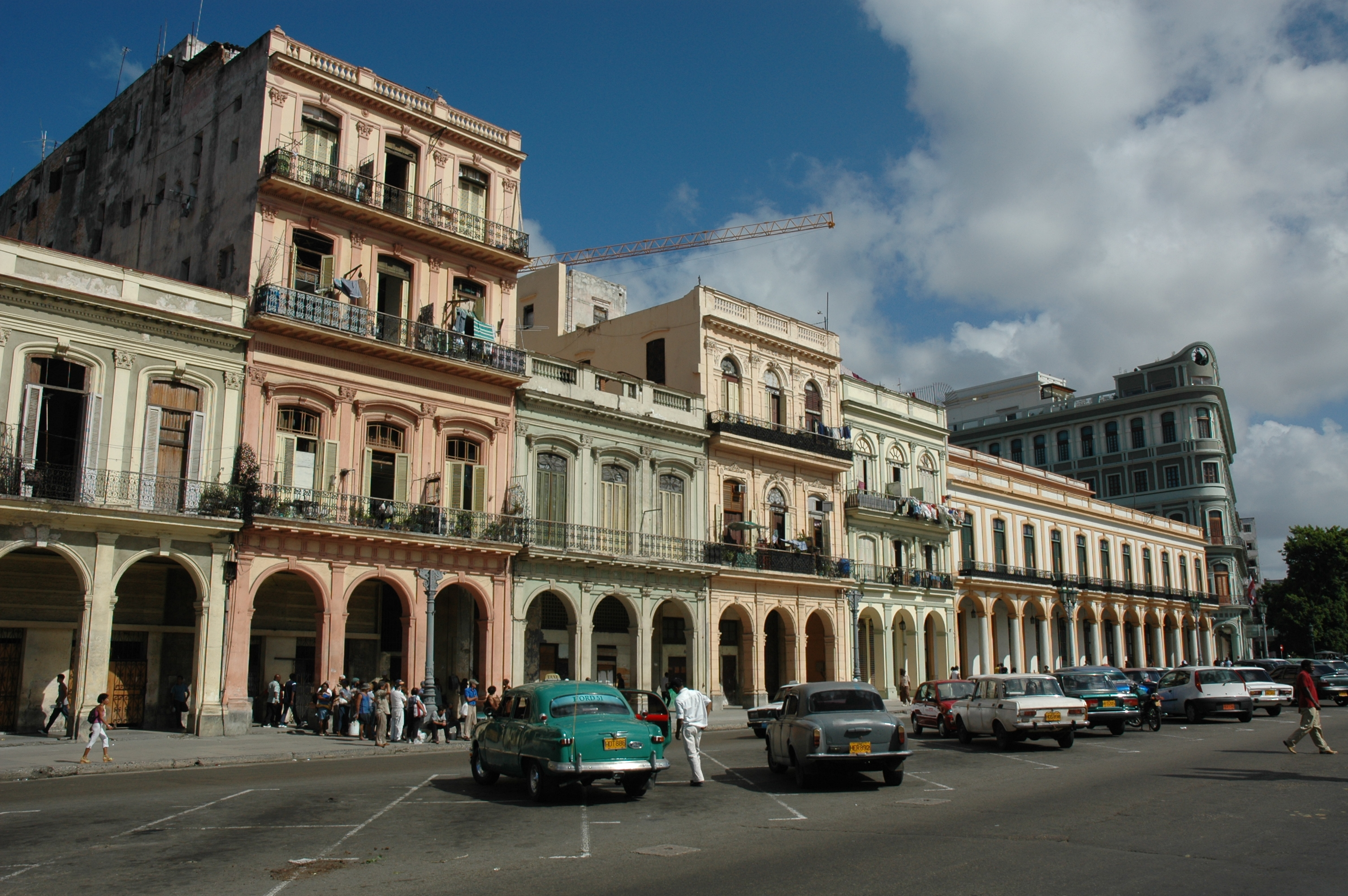

## وصلات خارجية
- وصلات لمواقع ألكترونية لمن يريد السفر إلى هافانا القديمة